# E cominciò il viaggio nella vertigine
E cominciò il viaggio della vertigine è un film del 1974 diretto da Toni De Gregorio.
La pellicola ha come protagonisti Milena Vukotic e Ingrid Thulin.
Il film è tratto dal romanzo Viaggio nella vertigine di Evgenija Solomonovna Ginzburg